# Eremogone hookeri
Eremogone hookeri är en nejlikväxtart som först beskrevs av Thomas Nuttall, T. och G., och fick sitt nu gällande namn av William Alfred Weber. Eremogone hookeri ingår i släktet Eremogone och familjen nejlikväxter. Utöver nominatformen finns också underarten E. h. pinetorum.

## Bildgalleri

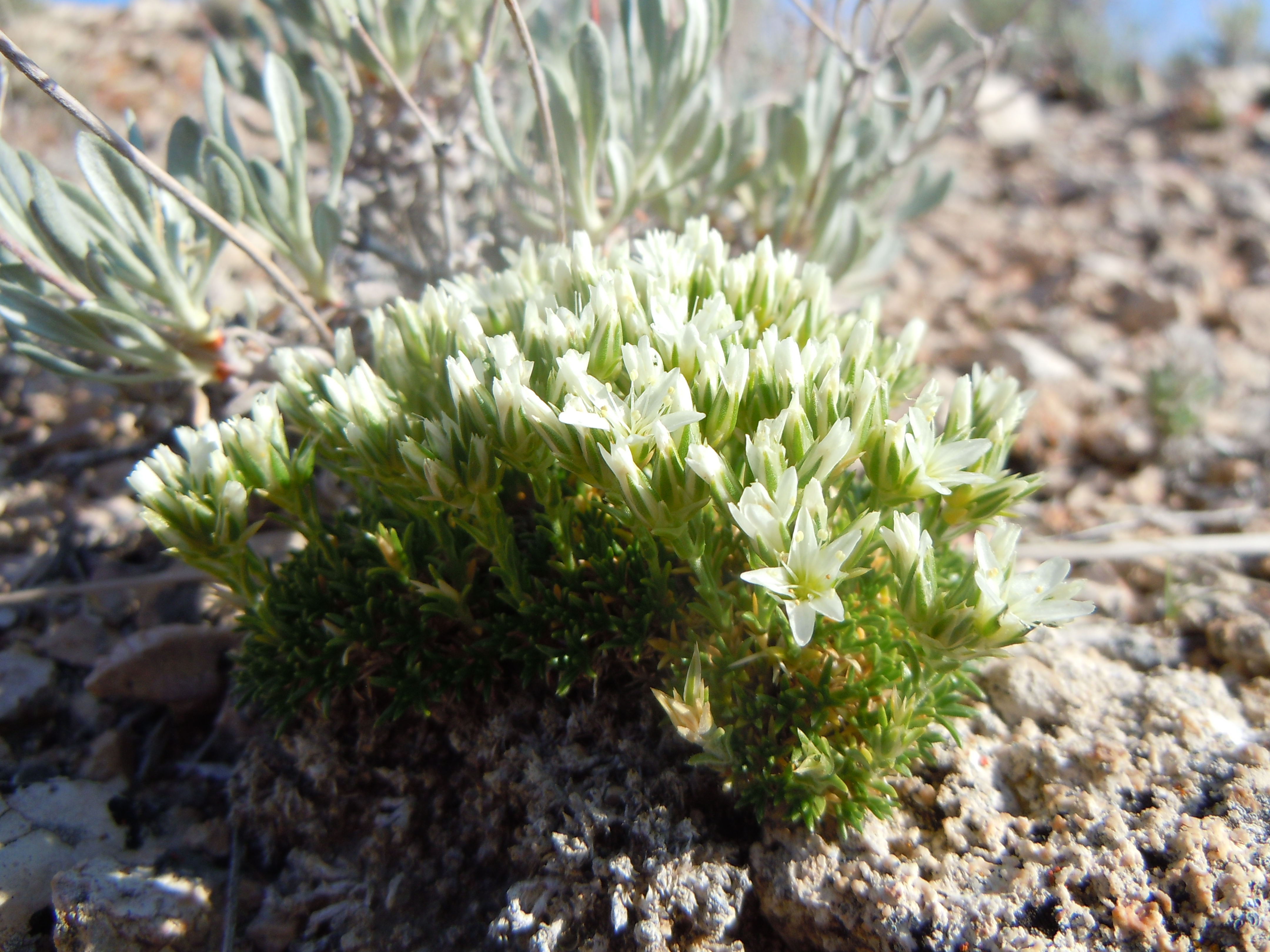
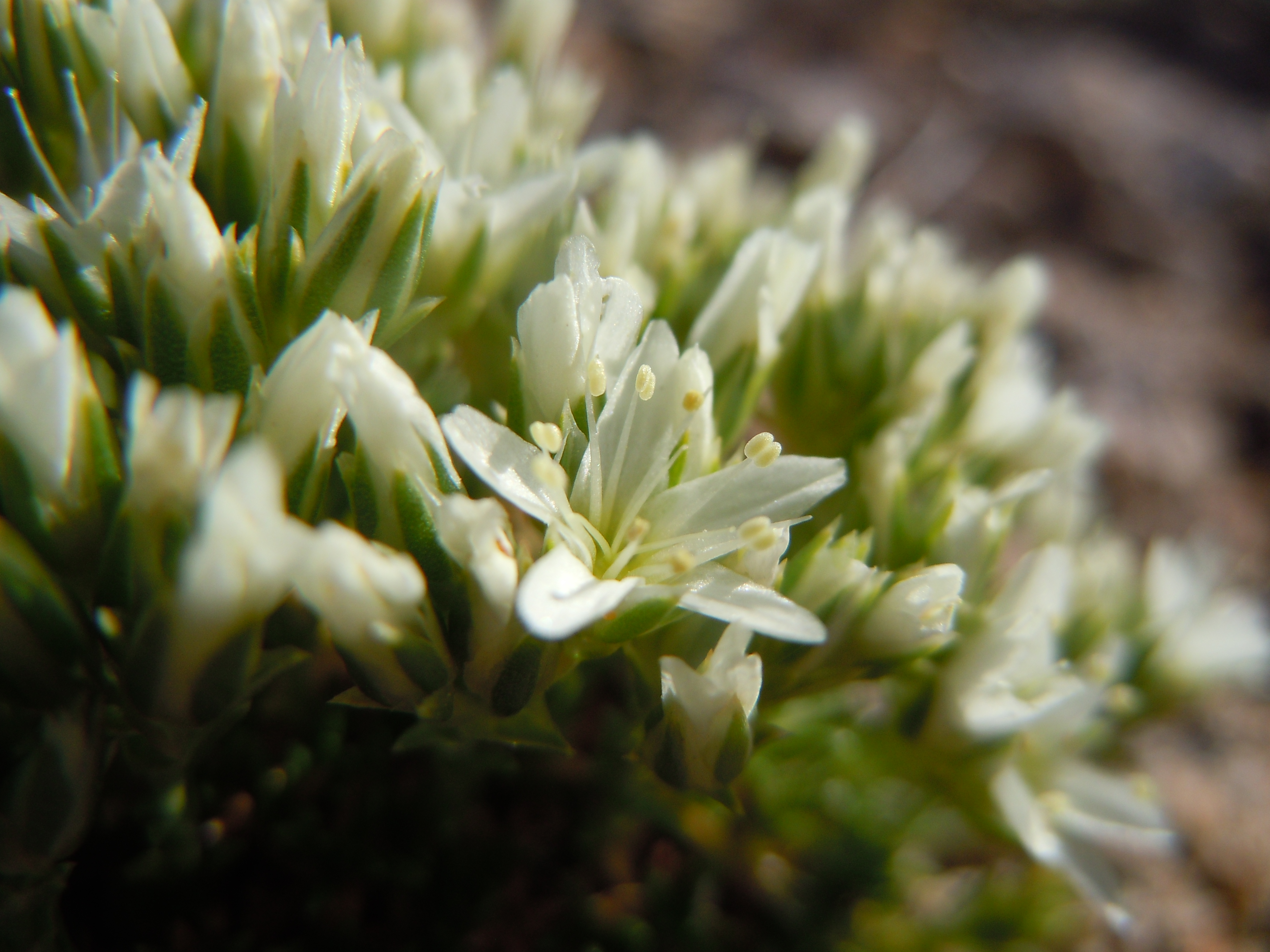
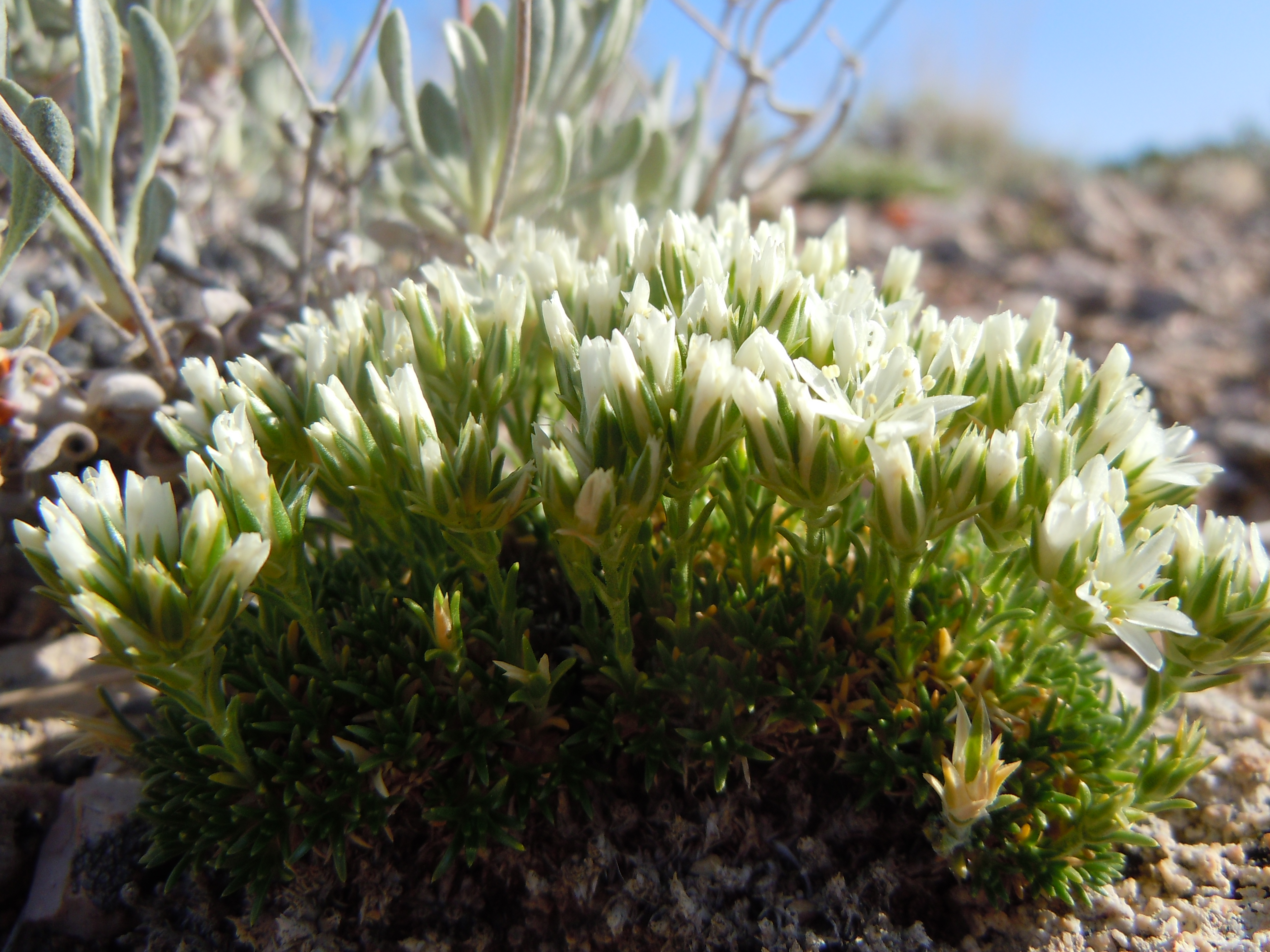
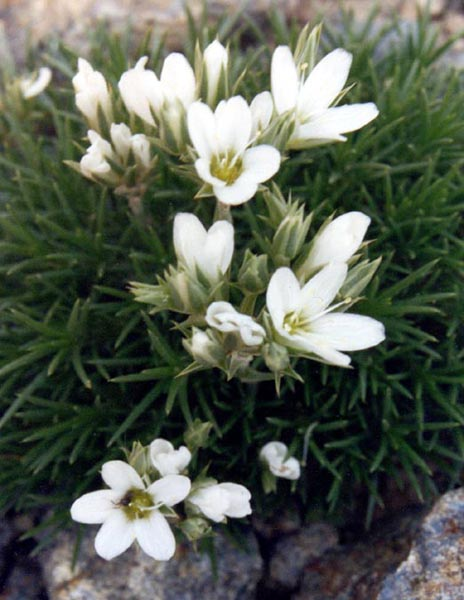